# Piz Bernina
Piz Bernina, Pizzo Bernina (4049 m n.p.m.) – najwyższy szczyt Berninagruppe, pasma Alpi del Bernina i całych Alp Wschodnich; najdalej na wschód wysunięty alpejski czterotysięcznik i piąty szczyt Alp pod względem wybitności.

## Topografia
Berninagruppe stanowi jeden z położonych na południowym zachodzie fragmentów Alp Retyckich wchodzących w skład Alp Centralnych. Masyw znajduje się na granicy szwajcarsko-włoskiej, jednak sam wierzchołek znajduje się na terytorium szwajcarskim. 
Po południowej stronie masywu znajduje się włoska dolina Val Tellina, natomiast po północnej stronie – dolina górnego biegu rzeki Inn zwana Górną Engadyną, należąca do Szwajcarii.

## Geologia
Cały masyw powstał w wyniku potężnej intruzji granodiorytowej przecinającej starsze, metamorficzne skały Alp Centralnych. Piz Bernina oraz otaczające go szczyty zbudowane są z granodiorytu – skały niemal identycznej do tej, która tworzy Tatry Wysokie. 
Ostateczna rzeźba całej Berninagruppe ukształtowana została przez czwartorzędowe lodowce, zajmujące obecnie wyższe partie masywu. Lodowce znajdują się zarówno po północnej (szwajcarskiej) jak i południowej (włoskiej) stronie masywu. Niektóre z nich wypełniają polodowcowe kotły, inne – podcięte tarasy polodowcowe. Te ostatnie sprawiają dla patrzącego z dołu niesamowite wrażenie 'wiszących lodowców'. Ich przykładami są lodowce Vedretta Serscen Superiore oraz Vedretta Serscen Inferiore). 

## Drogi na szczyt
Góra została nazwana przez Johanna Coaza, który jako pierwszy osiągnął jej wierzchołek wraz z J.L. Tscharmerem i J.L. Tscharmerem w 1850 roku. 
Wejście na szczyt jest trudne, wymagające umiejętności alpinistycznych i użycia specjalistycznego sprzętu. 
Normalna droga na szczyt (granią Spallagrat) wiedzie od południa (od strony włoskiej). Jej punktem wyjścia jest schronisko Rifugio Marinelli Bombardieri. Droga prowadzi przez lodowiec Vedretta Scerscen Superiore, a następnie stromym, eksponowanym, skalno-lodowym terenem na przełączkę Forcella Crast'Agűzza, gdzie znajduje się małe schronisko Rifugio Marco e Rosa, zaopatrywane z helikoptera (czas przejścia: ok. 3h, trudności: PD, miejsca II – III, duża ekspozycja). Stąd bardzo eksponowaną lodową granią wchodzi się na wierzchołek Berniny (ok. 2 h, trudności: PD).  
Alternatywna droga, znacznie rzadziej używana, wiedzie od strony północnej (szwajcarskiej) przez potężne, strome lodowce Loch i Buch do schroniska Rifugio Marco e Rosa, gdzie łączy się z drogą od strony włoskiej. 
Wielką popularnością wśród alpinistów cieszy się wspinaczkowa droga granią północną zwaną Biancograt. Jest to droga lodowa, z końcowym odcinkiem skalnym (na odcinku Piz Bianco – Piz Bernina). Biancograt uchodzi za jedną z najpiękniejszych lodowych dróg graniowych w Alpach. Punktem wyjścia jest szwajcarskie schronisko Tschierva Hűtte. Czas wejścia wynosi 6-8 h, trudności: AD/D, z miejscami IV (na ostatnim odcinku). 
Znacznie mniej popularną, choć bardzo ambitną drogą jest trawersowanie trzech szczytów Berniny: Piz Roseg – Piz Scerscen – Piz Bernina. Jest to trudna, co najmniej dwudniowa wspinaczka graniowa w skale i lodzie. Trudności: D, z miejscami V, czas przejścia: ok. 12-16 h; ze względu na dużą wysokość niezbędne jest zabranie ze sobą sprzętu biwakowego.